# Barçagate

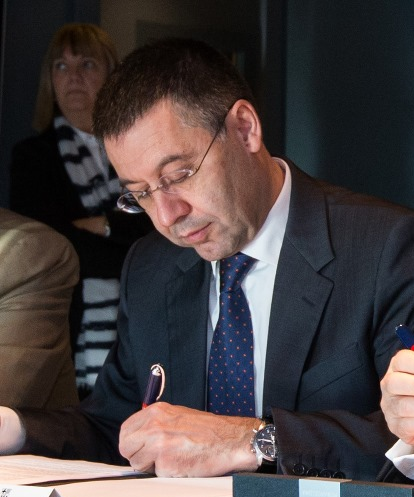
Josep Maria Bartomeu, implicado en el caso.

El caso I3 Ventures, también conocido como Barçagate y Bartogate,es un presunto caso de corrupción relacionada con el FC Barcelona en las redes sociales destapada el 17 de febrero de 2020 por los periodistas Adrià Soldevila y Sergi Escudero del programa Què T'hi Jugues de la Cadena SER, a través de decenas de cuentas "no oficiales" del club que se dedicarían a proteger la imagen de Josep Maria Bartomeu, así como ciertas personas de diferentes ámbitos del entorno del Barça.
Entre los perfiles objetivos de la campaña de corrupción estarían entonces jugadores como Lionel Messi o Gerard Piqué y en especial Luis Suárez, exjugadores como Xavi, Carles Puyol y Pep Guardiola, y también figuras locales como Víctor Font (precandidato a la presidencia del club), Joan Laporta, Jaume Roures, así como perfiles de organizaciones independentistas e incluso figuras políticas como Quim Torra y Carles Puigdemont, Òmnium Cultural, la Assemblea Nacional Catalana y el Tsunami Democrático.
En un primer momento, la junta directiva de Josep Maria Bartomeu negó haber contratado a I3 Ventures para cualquier campaña en redes sociales para mejorar la imagen de la propia junta y atacar a otros perfiles. Sin embargo, el día de la publicación del caso, el propio Bartomeu anunció que rescindirían el contrato con I3 Ventures que mantenían desde 2017 y que, según sus declaraciones, estaba destinado a controlar la información que se publicaba sobre el club en las redes sociales.
El 1 de marzo de 2021, la policía catalana allanó las oficinas del club en una operación de registro e incautación; además, se detuvo a Bartomeu, a su asesor Jaume Masferrer, al consejero delegado Óscar Grau y al jefe de los servicios jurídicos Román Gómez Bonti. Bartomeu admitió que contrató a I3 Ventures para mejorar la imagen del Barcelona en las redes sociales, pero negó que pretendiera dañar la reputación de las personas. El club  había ganado 980.000 euros por la campaña en redes. El mismo día, el FC Barcelona emite un comunicado en el que declaraba que la información y la documentación solicitada por la policía judicial se refería únicamente al caso de "contacto de servicios de vigilancia en las redes sociales".

### Caso Negreira
El 15 de febrero de 2023, un nuevo escándalo, también bautizado como Barçagate por la opinión pública y los medios de comunicación, salió a la luz junto con una investigación denominada caso Negreira, en la que, supuestamente, el club realizó pagos a una empresa perteneciente al entonces vicepresidente del Comité de Árbitros (CTA), José María Enríquez Negreira.Dos días después, aparecieron nuevas informaciones que mostraban una carta fechada el 5 de febrero de 2019, en la que Negreira amenazaba con denunciar las actividades ilegales del Barça como represalia porque el club finalizaba el contrato con la empresa de Negreira, tras una serie de reducciones de costes.